# Glenn Cornick
Glenn Cornick (Glenn Douglas Barnard Cornick; 24 aprilie 1947 – 28 august 2014) a fost primul basist al trupei de rock progresiv Jethro Tull. 
Cornick a mai cântat la bas într-o serie de formații înainte de Jethro Tull printre care: Jailbreakers, The Vikings, Formula One, The Hobos, The Executives și John Evan's Smash. A fost totodată unul din membrii fondatori ai Jethro Tull însă a plecat din grup în 1970 după lansarea celui de-al treilea album, Benefit. 